# Nioussi-Tangaye
Pour les articles homonymes, voir Tangaye.
Nioussi-Tangaye est une localité située dans le département de Rambo de la province du Yatenga dans la région Nord au Burkina Faso.

## Santé et éducation
Le centre de soins le plus proche de Nioussi-Tangaye est le centre de santé et de promotion sociale (CSPS) de Rambo tandis que le centre médical avec antenne chirurgicale (CMA) se trouve à Séguénéga.